# Steel Division 2
Steel Division 2 là một game chiến lược thời gian thực lấy bối cảnh trong suốt Chiến dịch Bagration. Trò chơi do hãng Eugen Systems phát triển và được phát hành độc lập trên toàn thế giới vào ngày 20 tháng 6 năm 2019. Steel Division 2 là phần tiếp theo của tựa game năm 2017 Steel Division: Normandy 44.

## Lối chơi
Lấy bối cảnh trong Chiến dịch Bagration, Steel Division 2 thuộc thể loại chiến lược thời gian thực chịu ảnh hưởng từ Thế chiến II, tương tự như phiên bản tiền nhiệm, Steel Division: Normandy 44. Trò chơi bao gồm các khía cạnh chơi đơn, chơi mạng và co-op. Phần chơi đơn được mệnh danh là "Dynamic Strategic Campaigns" và theo lượt (không giống như tựa game trước), với mỗi lượt chơi tương đương với nửa ngày, mặc dù phần chiến đấu được thực hiện trong thời gian thực. Phần chơi mạng cho phép tối đa hai mươi người chơi trong mười trận đấu với mười trận chiến. Cả hai chế độ đều có hai mươi lăm bản đồ tỷ lệ 1:1 với kích thước lên tới 150 × 100 km, và bao gồm các chi tiết về các trận đánh diễn ra trong chiến dịch nói trên. Để chơi cả hai phe Hồng Quân và Phe Trục, người chơi có tùy chọn mười tám sư đoàn, với khả năng lựa chọn từ hơn sáu trăm đơn vị khi xây dựng một thế trận hành động. Những thế trận này được sử dụng trong game và chỉ các đơn vị trong đội hình tác chiến mới được triển khai. Nhiệm vụ trong phần chơi co-op cũng được lên kế hoạch. Người chơi sở hữu phiên bản Steel Division đầu tiên có thể có quyền truy cập vào khoảng 8 sư đoàn (Cả Trục và Đồng Minh) với hơn 350 đơn vị. Trò chơi sẽ hỗ trợ mod.

## Phát triển
Đầu năm 2018, một cuộc đình công của gần một nửa các nhà phát triển tại Eugen Systems đã diễn ra, ngừng hoạt động cho đến tháng 4, không có tin tức nào về chủ đề này được phát hành cho đến khi có thông báo cho Steel Division 2. Bản tuyên bố được xuất bản vào ngày 25 tháng 7 năm 2018, bên cạnh một đoạn trailer. Người ta tuyên bố rằng Paradox Interactive sẽ không đảm nhận việc phát hành game nữa, dù họ có liên quan đến Steel Division: Normandy 44. Consequently, Do đó, trò chơi sẽ là game đầu tiên của Eugen Systems được phát hành độc lập. Alexis Le Dressay, giám đốc game và đồng sáng lập công ty, cho biết họ đã lắng nghe phản hồi của người hâm mộ từ Steel Division: Normandy 44, và thực hiện những cải tiến có liên quan. Một game engine được cập nhật (engine IrisZoom), cơ chế chiến đấu được phát triển lại và một phong cách nghệ thuật mới đã được ghi nhận làm ví dụ.
Ngày phát hành cuối cùng vào ngày 20 tháng 6 năm 2019 đã được công bố sau hai lần trì hoãn trước đó.